# LAPONE娛樂
LAPONE娛樂 （日语：ラポネエンタテインメント）是位於日本東京都的娛樂經紀公司，由CJ ENM與吉本興業合資於2019年5月創立。

## 概述
CJ ENM和吉本興業分別投資了115億韓元（約合10億日元）和50億韓元（約4.4億日元），CJ ENM和吉本興業的投資比例為7：3。
公司的名稱取自吉本興業提倡的「Laugh&Peace（ラフ・アンド・ピース）」和CJ ENM「ONLY ONE」的精神。

## 旗下藝人

### 團體
- JO1
- INI
- DXTEEN
- ZEROBASEONE

### 練習生
- LAPONE BOYS [1]

## LAPONE GIRLS
株式會社LAPONE GIRLS為LAPONE娛樂於2024年2月8日成立的全資子公司，主要負責女團的培養、行銷等業務。

### 旗下藝人

#### 團體
- ME:I
- IS:SUE

## 相關項目
- PRODUCE 101 JAPAN 節目製作、音樂發行
- PRODUCE 101 JAPAN 第二季 節目製作、音樂發行
- PRODUCE 101 JAPAN THE GIRLS 節目製作、音樂發行

## 外部連結
- （日語）LAPONE官方網站 （页面存档备份，存于）
- （日語）LAPONE SHOP官方網站 （页面存档备份，存于）